# 服部忠
服部 忠（ハットリ, タダシ） は、日本の物理化学者。名古屋大学名誉教授。2001年度触媒学会会長。平成7年度触媒学会賞。平成11年度石油学会賞。

## 人物・経歴
1963年名古屋大学工学部化学工学科卒業。
1968年名古屋大学大学院工学研究科応用化学専攻博士課程単位取得退学、名古屋大学工学部合成化学科・工業触媒化学講座助手。
1970年名古屋大学工学博士。
1994年名古屋大学工学研究科応用化学専攻・触媒設計学講座教授。
平成7年度　触媒学会賞。平成11年度　石油学会賞。
2001年触媒学会会長。
2004年名古屋大学名誉教授、愛知工業大学客員教授。